# Solrød Kommune
Die Solrød Kommune ist eine dänische Kommune an der Køge Bugt nördlich von Køge in der Region Sjælland. Sie ist sowohl durch die Autobahn als auch durch die S-Bahn mit Kopenhagen verbunden und hat sich besonders in den 1970ern entwickelt. Ortsteile sind Solrød Strand und Jersie Strand an der Küste sowie das eigentliche Solrød und Jersie im Landesinneren. Die Kommune erstreckt sich über 40,10 km² und hat 24.216 Einwohner (Stand 1. Januar 2023).

## Kirchspielsgemeinden und Ortschaften in der Kommune
Auf dem Gemeindegebiet liegen die folgenden Kirchspielsgemeinden (dän.: Sogn) und Ortschaften mit über 200 Einwohnern (byer nach Definition der dänischen Statistikbehörde); Einwohnerzahl am 1. Januar 2023, bei einer eingetragenen Einwohnerzahl von Null hatte der Ort in der Vergangenheit mehr als 200 Einwohner:
| Nummer | Kirchspiel          | Einwohner | Ortschaft            | Einwohner  |
| ------ | ------------------- | --------- | -------------------- | ---------- |
| 1      | Havdrup Sogn        | 4.568     | Havdrup              | 4.390      |
| 2      | Solrød Sogn         | 9.163     | Solrød Solrød Strand | 528 17.382 |
| 3      | Karlstrup Sogn      | 3.422     |                      |            |
| 4      | Kirke Skensved Sogn | 343       | Lille Skensved       | 61         |
| 5      | Jersie Sogn         | 6.715     | Jersie               | 535        |

1. 1 2 3  Solrød Strand erstreckt sich über die Kirchspiele Solrød, Karlstrup und Jersie.
2. ↑  Lille Skensved liegt zum größten Teil im Højelse Sogn in der Køge Kommune.

## Persönlichkeiten
- Steven Plucnar Jacobsen (* 2000), Handballspieler